# Doc Severinsen
Carl Hilding "Doc" Severinsen (Arlington, Oregon, 7 de juliol, 1927), és un trompetista i líder de banda nord-americà de jazz i pop.

## Adolescència
Severinsen va néixer de Minnie Mae (1897-1998) i Carl Severinsen (1898-1972). Va ser sobrenomenat Doc pel seu pare, l'únic dentista a Arlington, que va néixer a Alemanya de pare danès i mare suïssa. El pare de Severinsen tocava el violí i volia que també el toqués, però Severinsen volia tocar el trombó. Com que els seus braços no eren prou llargs per al trombó, i la petita botiga de música d'Arlington no en tenia cap, es va instal·lar al cornet. Un veí li va ajudar amb la manera de tocar, mentre que el seu pare, amb tabac a la boca, li va indicar que escopís les notes com escopir tabac. La seva mare va amenaçar- lo amb fer-li la punyeta si no practicava.
Severinsen va demostrar tenir un bon talent per a l'instrument i tenia set anys quan tocava a una banda de secundària. Als nou anys, va guanyar un concurs de trompetes estatal, als tretze, es va unir a una banda multi-estatal d'estrelles i als catorze va fer una audició per a Tommy Dorsey però no va ser contractat. Va començar un quartet anomenat Blue Notes que actuava en sales de ball locals.
Abans de graduar-se a l'escola secundària, va ser contractat per sortir a la carretera amb lOrquestra Ted Fio Rito. Després de graduar-se, va anar de gira amb Charlie Barnet, Tommy Dorsey i Benny Goodman. Va ser reclutat per l'exèrcit durant la Segona Guerra Mundial. Severinsen va ser membre de la banda de Sam Donahue entre 1946 i 1951. El 1946, va tocar la trompeta a l'emissora de ràdio KODL.

## The Tonight Show
El 1949, Severinsen va aconseguir un treball com a músic d'estudi per a la cadena NBC, on va acompanyar Steve Allen, Eddie Fisher, Dinah Shore i Kate Smith, i va formar part de la banda original de Tonight Protagonitzada per Steve Allen i va ser el solista que interpretava el tema de cloenda. Va deixar el programa amb Allen el 1957. El líder de "The Tonight Show Band"", Skitch Henderson, li va demanar que tornés com a trompetista de primera fila el 1962 pel que havia esdevingut "The Tonight Show", protagonitzat per Johnny Carson, i cinc anys després Severinsen dirigia la banda.
Sota la direcció de Severinsen, "The Tonight Show Band" es va convertir en una coneguda big band als Estats Units. Severinsen es va convertir en un dels caps de banda més populars, apareixent gairebé cada nit a la televisió. Va dirigir la banda durant els anuncis i mentre es presentaven els convidats. Va fer broma amb Johnny Carson, el presentador del programa, i va desenvolupar un divertit hàbit de portar roba descarada.
L'espectacle va presentar un segment còmic "Stump the Band" en què els membres del públic cridaven els títols de les cançons obscures per veure si la banda els podia tocar. Severinsen sovint cridava "clau d'E", el senyal que la banda havia de plantejar un tema occidental, i després cantava amb entusiasme una cançó sense sentit amb gust de música country .
Severinsen va substituir Ed McMahon en ocasions en què Ed era absent com a locutor i company de Carson. Normalment va assumir aquest paper quan el programa presentava un amfitrió convidat, que es va fer cada cop més freqüent durant els darrers anys del programa. Tommy Newsom solia ser el director substitut de la banda quan Severinsen estava fora del programa o ocupava el lloc de McMahon. El paper d'acompanyant va ser omès del programa quan el convidat de Leno va ser presentador (es va interrompre completament després que Leno substituís Carson a temps complet). Mentre que Leno era hoste de Carson, Severinsen solia presentar-lo i dirigir la banda mentre interactuava amb Leno de manera similar a les seves interaccions amb Carson i McMahon.
Severinsen va continuar com a líder de banda fins a la retirada de Carson el 1992. Va aparèixer al "Tonight Show de Jimmy Fallon" el febrer del 2015, quan el programa va viatjar a Los Angeles durant una setmana. Va tocar a la nit amb The Roots. L'aparició va ajudar a promoure la seva gira a nivell nacional.

## Carrera de gravació
A principis dels anys seixanta, Severinsen va començar a gravar àlbums de bandes grans, i després es va dirigir cap a la música instrumental a finals de la dècada. Als anys 70 va gravar jazz funk, després disco, trobant èxits amb "Night Journey" i "I Wanna Be With You". Va llançar un àlbum amb el grup de fusió de jazz Xebron el 1985. Durant l'any següent, va gravar "The Tonight Show Band" amb Doc Severinsen, que va guanyar el premi Grammy a la millor actuació del gran grup de jazz. Després de retirar-se Carson el 1992, va fer una gira amb alguns dels membres de la banda, inclosos Conte Candoli, Snooky Young, Bill Perkins, Ernie Watts, Ross Tompkins i Ed Shaughnessy.
Severinsen realitza amb bandes de l'escola secundària, en particular, en la dècada de 1970 amb Don Caneva al "John Hersey High School Bands", que va registrar quatre àlbums.
Va interpretar la pancarta estrellada en almenys tres ocasions de transmissió nacional; no obstant això, les dues primeres interpretacions van quedar entelades per problemes. Quan va acompanyar a l'actor Pat O'Brien quan l'actor va recitar l'himne nacional al Super Bowl IV, la megafonia de l'estadi de Tulane va quedar morta durant un minut, tot i que els espectadors no ho sabien. Quinze anys més tard, quan va tornar a interpretar l'himne abans de la lluita entre Marvin Hagler i Thomas Hearns, una gegant bandera nord-americana al costat de la Torre de la Fantasia al Caesar's Palace la vista sobre l'anell exterior no es va desplegar correctament a causa de problemes amb el cablejat. Interpretaria l'himne de nou, així com O Canada, al partit de les principals lligues de beisbol de 1989 de la Lliga Major d'Anaheim, Califòrnia. Amb el joc jugat al mercat de la televisió i la ràdio de Los Angeles, va estar acompanyat per la banda Tonight Show. A partir del 2020, l'actuació de Severinsen en la "Tonight Show Band" continua sent la versió més recent no vocal de l'himne nacional al clàssic d'estiu.

## Direcció i ensenyament
Severinsen va ser el principal director de pops de diverses orquestres americanes durant i després del seu pas per "The Tonight Show". La primera va ser amb la Simfònica de Phoenix a 1983. Va mantenir posicions similars amb la Filharmònica de Buffalo, Milwaukee Symphony Orchestra i Orquestra de Minnesota.
Es va retirar de la direcció el 2007 i va ser nomenat "Pops Conductor Emeritus" a Milwaukee i "Pops Conductor Laureate" a Minnesota. Severinsen també va ser nomenat Distingit Professor Visitant de Música i Katherine K. Herberger Càtedra del Patrimoni d'Artistes Visitants de l'"Arizona State University of School of Music" el 2001 i el 2002.
El 2014 va ser ingressat al Saló de la Fama escandinau-americà.

## Vida personal
Els fills de Severinsen són Nancy, Cindy, Allen, Robin Merrill i Judy Cascio. Té vuit nets, inclosos Blaire i Gray Reinhard, que escriuen i interpreten música rock d'arrel junts en diverses encarnacions com "Curtis & Reinhard" i la "Blaire Reinhard Band". Severinsen s'ha casat quatre vegades. L'escriptora i productora de televisió Emily Marshall és la seva tercera esposa. Es van conèixer quan treballava com a secretària del productor de "The Tonight Show", Fred de Còrdova. La seva parella actual, Cathy Leach, és professora emèrita de trompeta a la Universitat de Tennessee.